# Torrijos (Marinduque)
Torrijos ist eine philippinische Stadtgemeinde in der Provinz Marinduque. Sie hat 30.524 Einwohner (Zensus 1. August 2015). Sie liegt am südlichen Eingang zur Mogpog-Passage, der Bondoc-Halbinsel gegenüber. Teile des Marinduque Wildlife Sanctuary liegen auf dem Gebiet der Gemeinde.

## Baranggays
Torrijos ist politisch in 25 Baranggays unterteilt.
| 3 - Bangwayin - Bayakbakin - Bolo - Bonliw - Buangan - Cabuyo - Cagpo - Dampulan - Kay Duke - Mabuhay - Makawayan - Malibago - Malinao | - Maranlig - Marlangga - Matuyatuya - Nangka - Pakaskasan - Payanas - Poblacion - Poctoy - Sibuyao - Suha - Talawan - Tigwi |